# Gran sello del estado de Rhode Island
El sello del estado de Rhode Island es destacable un campo azul con un ancla marina como imagen central y sobre ella la palabra “HOPE” (del inglés: Esperanza). El ancla ha sido usada como un símbolo de Rhode Island desde que se fundó la colonia en 1636, mucho antes del reclamo por estadidad. Alrededor, en el círculo exterior, aparecen las palabras Seal of the State of Rhode Island and Providence Plantations, 1636 (Sello del estado de Rhode Island y Plantaciones de Providence).

## Historia
Rhode Island fue fundada en 1636 por Roger Williams, un ministro cristiano, Anne Hutchinson, y otros que buscan la libertad religiosa de la persecución en Massachusetts y Europa. Las palabras y los emblemas del sello probablemente fueron inspirados por la frase bíblica hope we have as an anchor of the soul (en español:esperamos que tengamos como ancla del alma), encontrado en Hebreos, Verso 6: 18-19.Después de que Roger Williams recibió una carta oficial en Inglaterra en 1644, la palabra "Hope" (en español: Esperanza) fue colocada sobre el ancla del sello y aún permanece. El círculo exterior del sello dice Seal of the State of Rhode Island and Providence Plantations 1636 (en español: Sello del estado de Rhode Island y de las plantaciones de Providence 1636).
Además del sello, Roger Williams también usó las virtudes bíblicas cuando nombró a Providence, Rhode Island, y las islas de la bahía de Narragansett: Prudence Island, Patience Island, Hope Island y Despair Island.

## Promulgación legal
El sello ha sido adoptado por sucesivas autoridades gubernamentales de Rhode Island desde 1644. La actual promulgación de leyes generales (2009) afirma:

§ 42-4-2 Sello estatal. - Seguirá habiendo un sello para uso público del estado; en él se grabará la forma de un ancla; el lema del mismo será la palabra "Hope" (en español: Esperanza); y en un círculo alrededor del exterior se grabarán las palabras, "Seal of the State of Rhode Island and Providence Plantations, 1636" (en español: "Sello del estado de Rhode Island y de las plantaciones de Providence, 1636")

## Sellos históricos

Sello de Rhode Island en 1647, utilizado en los registros coloniales
El sello utilizado en las libras de Rhode Island a finales del siglo XVIII.
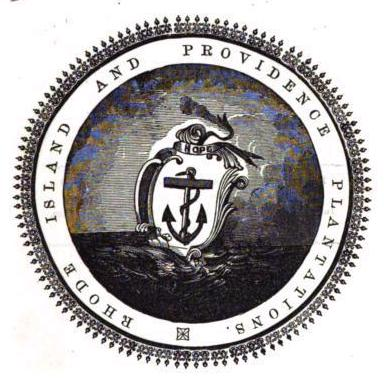
Variación del sello de Rhode Island utilizada en 1853
Versión anterior antes del cambio de nombre del estado en el referéndum de 2021
Ilustración de la versión histórica con estallido estelar

## Sellos gubernamentales

Sello del gobernador de Rhode Island
Sello del vicegobernador de Rhode Island
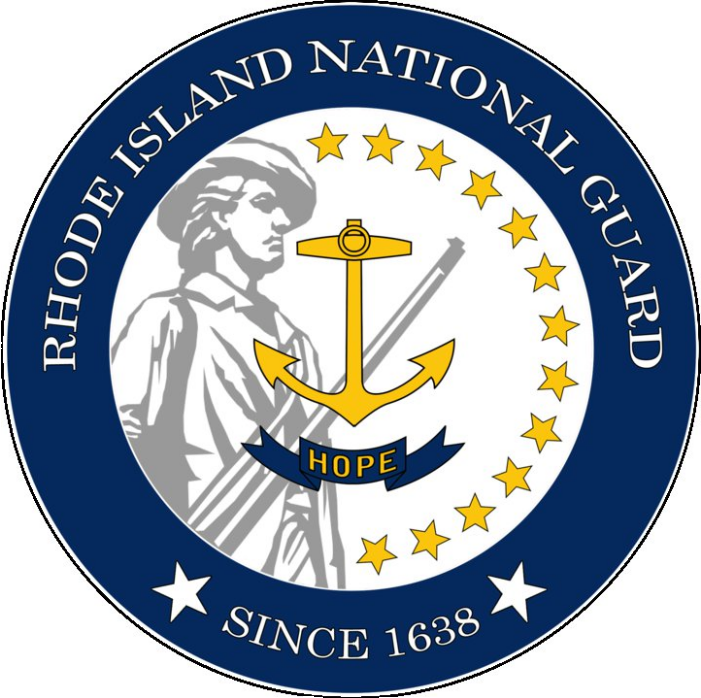
Sello de la Guardia Nacional de Rhode Island
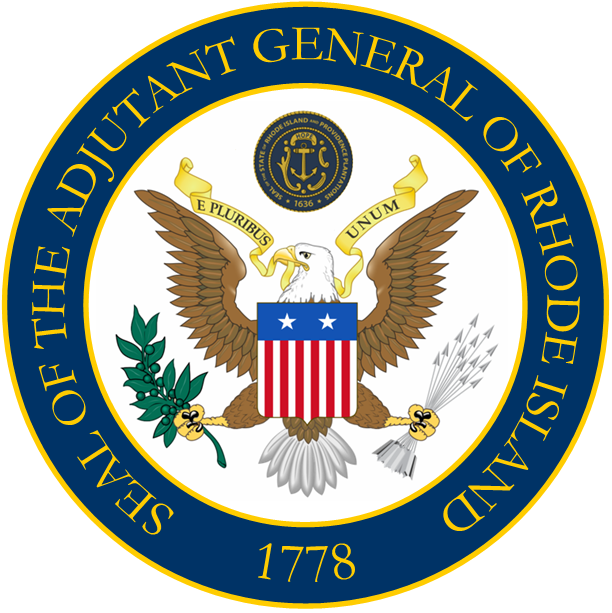
Sello del Ayudante General de Rhode Island
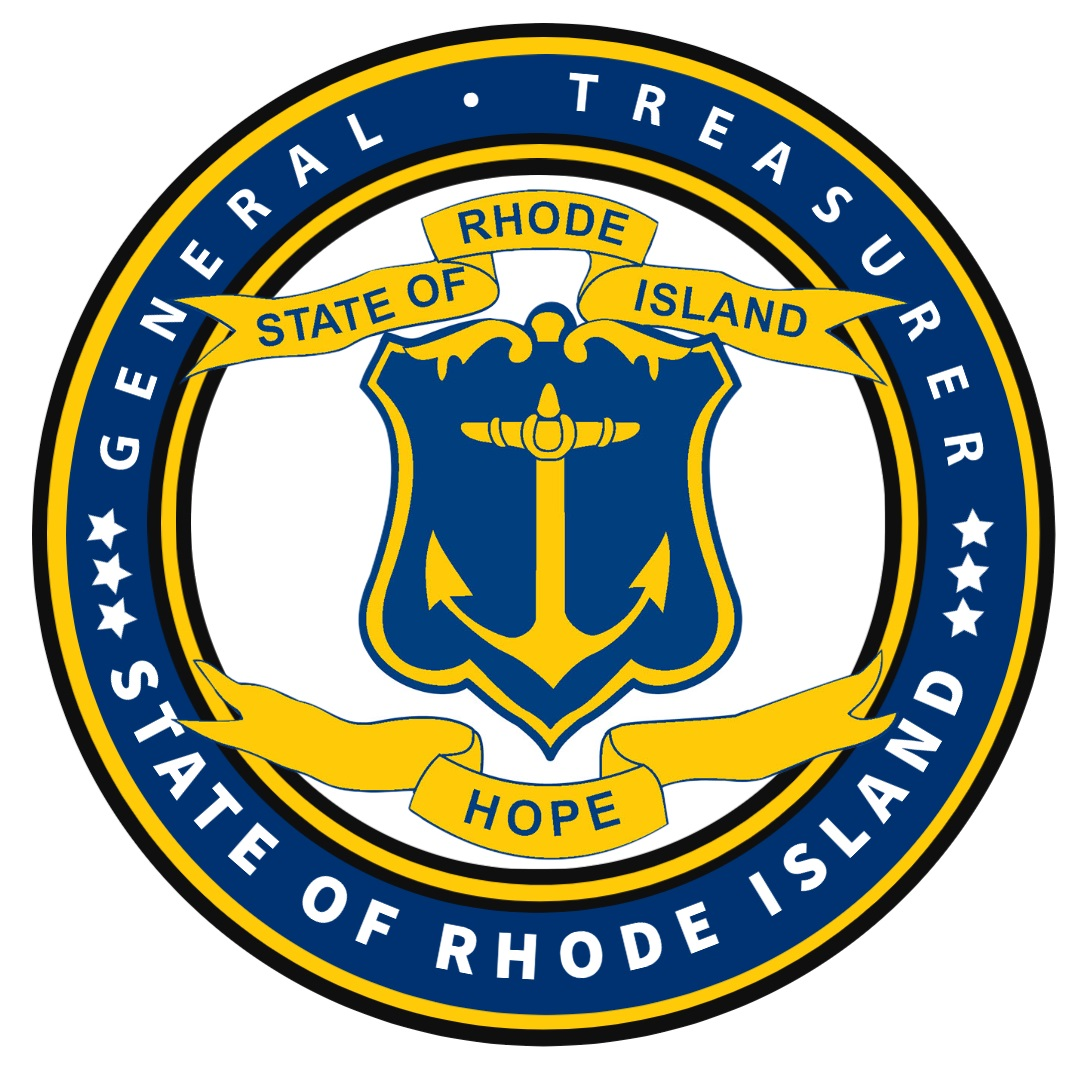
Sello del Tesorero General de Rhode Island